# Phare de Dumpling Rocks
Le phare de Dumpling Rocks (en anglais : Cleveland East Ledge Light) est un phare actif situé sur Dumpling Rocks en baie de Buzzards, dans le comté de Barnstable (État du Massachusetts).

## Histoire
La première station, datant de 1828, était une maison de gardien de deux étages avec une lanterne sur le toit. Elle a été remplacée, en 1890, par une tour quadrangulaire en bois fixée à la maison de gardien.
Le phare a été en grande partie détruit par le grand ouragan de 1938. En 1940, les ruines ont été démolies et une tour à claire-voie a été installée sur le site.

## Description
Le phare actuel est une tour métallique à claire-voie, avec une balise de 14 m de haut, montée sur un socle en béton. Elle porte une marque de jour carrée peinte en vert. Il émet, à une hauteur focale de 16 m, un éclat vert par période de 6 secondes. Sa portée est de 8 milles nautiques (environ 15 km).
Identifiant : ARLHS : USA-247 ; USCG : 1-16040(16731) - Amirauté : J0492 .
|                  |
| Baie de Buzzards |

### Lien connexe
- Liste des phares du Massachusetts